# Жутоуви пингвин
Жутоуви пингвин (лат. Eudyptes chrysocome) представља врсту пингвина чији су најближи рођаци макаронски пингвини.

## Физичке особине
Жутоуви пингвини су најмањи од црнобијелих жутоћубих пингвина, који досежу висину од 55 cm и тежину око 3,35 kg. Имају јарко жуте обрве које се настављају до иза црвених очију. Живе у колонијама, на морским обалама и литицама, ријетко у унутрашњости копна. Хране се крилом, лигњама, рибом, мекушцима, планктоном, сипама и раковима.
Жутоувих пингвина има укупно око 3,5 милиона парова. Живе на Фолкландским Острвима и острвима око Аргентине и јужног Чилеа. Подврста Eudyptes chrysocome moseleyi, која можда представља и посебну врсту Eudyptes moseleyi, живи на острвима у Тристан де Куња и острвима Амстердам и Свети Павле. Подврста Eudyptes chrysocome filholi живи на острвима Принц Едвард, Крозе, Кергеленским и Антиподским острвима, острвима Херд, Кембел и Макари и на Новом Зеланду.

## Угроженост
Ова врста се сматра рањивом, због великог пада од 24% популације у посљедњих тридесет година.

## Жутоуви пингвини у популарној култури
- Лик из цртаног филма „Плес малог пингвина“, Лавлис, којем је Робин Вилијамс позајмио глас, је жутоуви пингвин.
- Неколико ликова цртаног филма „Прави сурфери“, укључујући Кодија Маверика, су такође жутоуви пингвини.